# Elezioni europee del 2019 in Croazia
Le elezioni europee del 2019 in Croazia si sono tenute domenica 26 maggio per eleggere gli 11 membri del Parlamento europeo spettanti alla Croazia. Tale numero di seggi è stato aumentato a 12 nel febbraio 2020, in seguito all'uscita del Regno Unito dall'Unione europea.

## Risultati
| Liste  | Liste | Gruppo  | Voti      | %     | Seggi   |
| ------ | --- | ------- | --------- | ----- | ------- |
|        | Unione Democratica Croata (HDZ) | PPE     | 244.076   | 22,73 | 4       |
|        | Partito Socialdemocratico di Croazia (SDP) | S&D     | 200.976   | 18,71 | 4       |
|        | Sovranisti Croati (HS) • Crescita Croata (HRAST) • Partito Conservatore Croato (HKS) • Partito Croato dei Diritti dr. Ante Starčević (HSP AS) • Patrioti Croati Uniti (UHP)                                                                                      | - ECR - | 91.546    | 8,52  | 1 - 1 - |
|        | Gruppo Indipendente (Mislav Kolakušić) | NI      | 84.765    | 7,89  | 1       |
|        | Živi zid | NI      | 60.847    | 5,67  | 1       |
|        | Coalizione Amsterdam • Partito Contadino Croato (HSS) • Alleanza Civica Liberale (GLAS) • Dieta Democratica Istriana (ID) • Partito Croato dei Pensionati (HSU) • Alleanza Litoraneo-montana (PGS) • Democratici • Laburisti Croati - Partito del Lavoro (HL-SR) | - RE -  | 55.829    | 5,20  | 1 - 1 - |
|        | Most nezavisnih lista (Most) | -       | 50.257    | 4,68  | -       |
|        | Gruppo Indipendente (Marijana Petir) | -       | 47.358    | 4,41  | -       |
|        | Indipendenti per la Croazia - Partito Croato dei Diritti (HSP) | -       | 46.970    | 4,37  | -       |
|        | Partito Democratico Indipendente Serbo (SDSS) | -       | 28.597    | 2,66  | -       |
|        | Partito Popolare Croato - Liberal Democratici (HNS) | -       | 27.958    | 2,60  | -       |
|        | Partito dell'Anticorruzione, dello Sviluppo e della Trasparenza (START) | -       | 21.744    | 2,02  | -       |
|        | Bandić Milan 365 - Partito del Lavoro e della Solidarietà (BM 365) | -       | 21.175    | 1,97  | -       |
|        | Možemo! - Nuova Sinistra (NL) - Sviluppo Sostenibile della Croazia (ORaH) | -       | 19.313    | 1,80  | -       |
|        | Pametno - Unione del Carnaro | -       | 15.074    | 1,40  | -       |
|        | Partito Popolare - Riformisti (NS-R) | -       | 9.971     | 0,93  | -       |
|        | Lista Verde (ZL) | -       | 5.972     | 0,56  | -       |
|        | Partito Social-Liberale Croato (HSLS) | -       | 5.876     | 0,55  | -       |
|        | Partito Democratico Croato (HDS) | -       | 5.610     | 0,52  | -       |
|        | Partito Croato dei Diritti Autentico (A-HSP) | -       | 4.391     | 0,41  | -       |
|        | Blokirani | -       | 3.981     | 0,37  | -       |
|        | Partito dell'Attivismo Nazionale e Cittadino (SNAGA) | -       | 3.683     | 0,34  | -       |
|        | Partito Democristiano Croato (HDS) | -       | 3.651     | 0,24  | -       |
|        | Fronte dei Lavoratori (RF) - Partito Socialista del Lavoro di Croazia (SRP) | -       | 2.622     | 0,24  | -       |
|        | Movimento per una Croazia Moderna (PMH) | -       | 2.581     | 0,24  | -       |
|        | Alleanza Democratica dei Serbi (DSS) | -       | 2.036     | 0,19  | -       |
|        | Altri <2.000 voti | -       | 7.095     | 0,66  | -       |
| Totale | Totale | Totale  | 1.073.954 |       | 11      |

- Il seggio ulteriore spettante alla Croazia è stato attribuito al Partito Socialdemocratico di Croazia.